# Figulus laticollis
Figulus laticollis là một loài bọ cánh cứng trong họ Lucanidae. Loài này được Eschscholtz Dejean mô tả khoa học năm 1837.